# Jogász

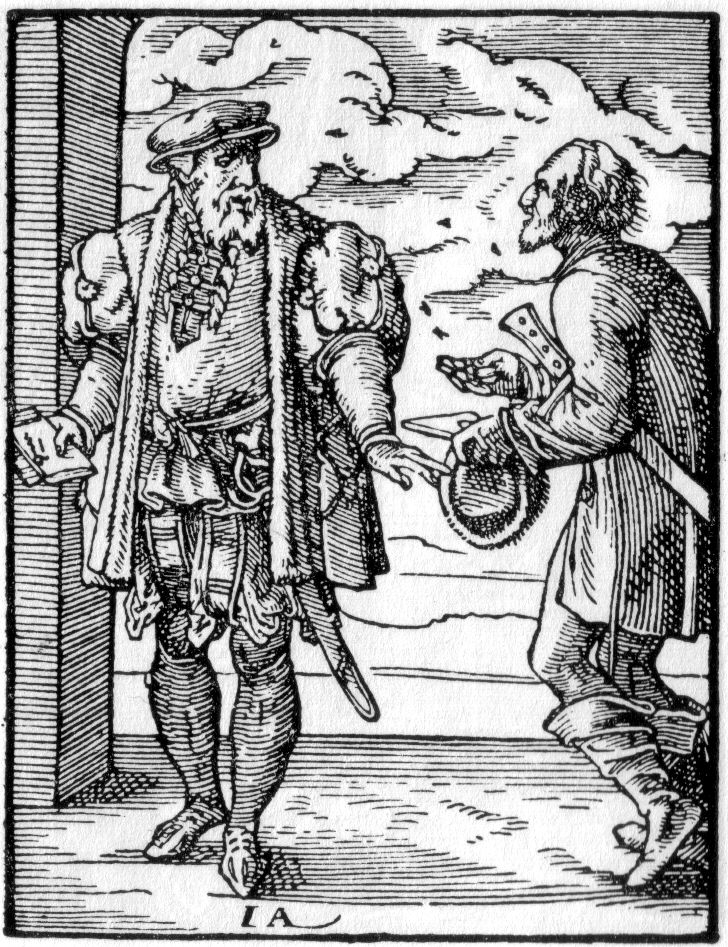
Procurator és kliense egy középkori metszeten. A procurator olyan személy volt, aki valakinek az ügyét megbízás alapján intézte és képviselte

Jogászoknak összefoglaló néven a jogi foglalkozást folytató személyeket nevezzük. A jogászok kiemelkedő (de messze nem kizárólagos) szerepet töltenek be a jogalkalmazásban.
(Néha tévedésből a jogi személyt azonosítják a jogvégzett személyekkel, holott a jogi személy csak szervezetekkel kapcsolatban használható jogi fogalom).

## A jogi szakvizsga Magyarországon
Magyarországon az egyetemi jogi képzésben még nem válik el, hogy ki melyik jogalkalmazási területen és milyen szerepben dolgozik majd. A jogi egyetem elvégzését követően ugyanis – hasonlóan az orvosokhoz – még nem végezhet önálló jogi munkát a jogász, csak az ún. jogi szakvizsga sikeres letételét követően.
A jogi szakvizsga 1991 óta egységes, tehát bármely jogterületen és jogi munkakörben önálló jogi munka végzésére jogosít. 1991 előtt külön bírói (ügyészi) és ügyvédi (jogtanácsosi) szakvizsga volt, amelyek csak az adott területre vonatkoztak.
Az igazságügyért felelős miniszter által vezetett minisztérium által szervezett jogi szakvizsga célja, hogy a jelölt – a joggyakorlati idő eltelte után – számot adjon elméleti jogi ismereteinek, szaktudásának gyakorlati alkalmazásáról és jogértelmezési készségéről.
Jogi szakvizsgát az a jelölt tehet, aki a rendelet szerint joggyakorlatot szerzett. A joggyakorlat időtartama – napi 8 órás munkaidővel számolva – legalább 3 év. A joggyakorlati időtartam számításának részletszabályait is a rendelet tartalmazza.
A 3 év jogi munkában szerzett tapasztalat, amelyet több helyen is meg lehet szerezni:
- (a) egyéni ügyvédnél vagy ügyvédi irodánál ügyvédjelöltként,
- (b) magánkézben vagy állami tulajdonban lévő cégnél jogi előadóként (a cég jogtanácsosa mellett),
- (c) bíróságon, vagy ügyészségen bírósági vagy ügyészségi fogalmazóként,
- (d) közigazgatási szervnél, önkormányzatnál előadóként (köztisztviselőként),
- (e) közjegyzőnél.

## Jogi vizsgák más országokban
A jogászi munkaköröktől is függően az egyes országok gyakorlata eltérő.
Angliában például külön van  solicitori illetve barristeri szakvizsga.
Németországban is egységes a szakvizsga, ám a jogi gyakorlati időt kötelező több helyen, többek között bíróságon illetve ügyészségen is eltöltenie minden egyes jelöltnek.

## A jogászok szakosodása
A 3 éves jogi gyakorlati idő alatt általában végleg eldől, hogy ki melyik területen folytatja tovább a jogászi pályafutását. Ezalatt az idő alatt ugyanis szinte kizárólag a jogi szakmai gyakorlat alatt meghatározó mértékben szerzett napi szakmai tapasztalat alapján szakosodnak a jogászok a szakvizsgát követően (pl. bírósági szakmai gyakorlattal bíró jogász nem lesz a szakvizsga után vállalati jogtanácsos). Ennek oka döntően az, hogy már a szakmai gyakorlat alatt megtörténik a tényleges szakosodás, és a megszerzett ismeretek többnyire részterületekre korlátozódnak, ami számottevően megnehezíti az alapvetően más szakterületre való átjárást (pl. a bírói, ügyészi szervezetből a jogtanácsosi vagy közigazgatási, önkormányzati szervezetbe való átkerülést).
A büntetőjog alkalmazásában, a büntetőperben élesen elválik egymástól a vádló (ügyész), a védő (ügyvéd) és a pert ítélettel eldöntő bíró szerepe és személye. Összeférhetetlenségi szabályok akadályozzák, hogy ugyanannak az ügynek az eldöntésében ugyanaz a személy különböző pozíciókban (például ügyvéd és bíró) vehessen részt.
Az ügyvédek munkája tartalmilag a további specializációtól függ. Vannak, akik peres ügyekre szakosodnak, ők a bíróságra járnak és elvárják tőlük, hogy szépen beszéljenek, meggyőzően érveljenek. Vannak, akik polgári ügyekre, mások büntető ügyekre szakosodnak, és ismét mások csak a gazdag vagy csak a szegény ügyfelekre.

## A jogászi hivatás története Magyarországon
Jurátusnak (a latin jurati tabulae regiae notarii kifejezésből) nevezték azelőtt nálunk a többnyire ügyvéd mellett gyakorlaton levő jogvégzett egyéneket.

### A jogászok szerepe az 1989-90-es rendszerváltásban
A rendszerváltás folyamatában jelentős szerepet játszottak a magyar jogászok. A békés átmenet technikai lebonyolításában fontos szerepet játszó Független Jogász Fórumot hét budapesti ügyvéd alapította 1988. november 5-én. A Független Jogász Fórum a későbbiekben kezdeményezője és szervezője volt az Ellenzéki Kerekasztal tárgyalásoknak.

## A jogászi foglalkozások
- Ügyészek,
- bírák,
- ügyvédek,
- jogtanácsosok és
- közjegyzők
- Jogtudósok

### Az ügyvédek
Ügyvédnek nevezik azt a jogászt, aki az 5 éves jogi egyetem elvégzését követően legalább 3 éves szakmai gyakorlatot tölt jellemzően ügyvédi irodánál vagy egyéni ügyvédnél ügyvédjelölti minőségben, és közben részt vesz a területileg illetékes ügyvédi kamara által szervezett kötelező jogi szakvizsga felkészítő képzésben. Ez után, ha a Közigazgatási és Igazságügyi Minisztérium előtt sikeres jogi szakvizsgát tesz (ez három részvizsgából áll és kb. 9–12 hónapig tart), kérheti felvételét valamely területi (budapesti vagy megyei) ügyvédi kamarába. Az ügyvédi kamarába való felvétel feltétele – a sikeres jogi szakvizsgán kívül – a tiszta (bejegyzésmentes) erkölcsi bizonyítvány, a kötelező ügyvédi felelősségbiztosítás megkötése, valamint az ügyvédi tevékenység megkezdéséhez szükséges irodahelyiség meglétének (tulajdon vagy bérlet) igazolása (kivétel az utóbbi feltétel alól az úgynevezett alkalmazott ügyvéd, akinek viszont azt kell igazolnia, hogy foglalkoztatja egyéni ügyvéd vagy ügyvédi iroda). Az ügyvéd a Magyarország területén működő bármely bíróság és más hatóság (pl. önkormányzat, közigazgatási szerv) előtt eljárhat (tehát pl. egy Budapesten bejegyzett ügyvéd Szegeden és viszont), és minden ügyben elláthatja a megbízó jogi képviseletét, amennyiben azt valamilyen összeférhetetlenségi ok nem zárja ki. Az ügyvédek köznyelvi felosztása "válóperes ügyvédekre", "védőügyvédekre" csak a szakosodást fejezi ki, nem jelenti a képviseleti jogosultság adott körre való korlátozását.
Az ügyvédek többsége egyszemélyes vagy többszemélyes ügyvédi irodában dolgozik, és vannak egyéni ügyvédek, továbbá úgynevezett alkalmazott ügyvédek is. Ez utóbbiak valamely egyéni ügyvéddel vagy ügyvédi irodával munkakapcsolatban álló ügyvédek.

#### Ügyvédek az Amerikai Egyesült Államokban
Az USA-ban az ügyvédek adótanácsadással és adóügyekkel is foglalkoznak, nálunk ez a feladatkör a könyvelőkre, az adótanácsadókra és a könyvvizsgálókra hárul.

### A jogtanácsosok
Jogtanácsosnak nevezik a valamely céggel munkaviszonyban álló, az 5 éves jogi egyetem elvégzését és egy vagy több cégnél jogi előadóként letöltött 3 éves szakmai gyakorlatot követően sikeres jogi szakvizsgát tett jogászt, aki kizárólag ennek a cégnek (esetleg a cég leánycégeinek) dolgozik.
Ez a lényegi különbség a jogtanácsos és az ügyvéd között: a jogtanácsos alkalmazott, aki csak egy cégnek (vagy cégcsoportnak) dolgozik, míg az ügyvéd lényegében egyéni vállalkozó (akár egyéni ügyvéd, akár ügyvédi iroda), és külső megbízások alapján számtalan ügyfélnek dolgozik (az ügyvéd nem is állhat munkaviszonyban).

#### Jogtanácsosok angolszász országokban
A jogtanácsos Magyarországon használt fogalmának Amerikában az in-house counsel, Angliában a company counsel felel meg) – ezek olyan vállalati jogtanácsosok, akinek rangja és hatásköre néha közvetlenül az első számú vezető után következik. Az Amerikában használt legal adviser (legal advisor) fogalom ennél tágabb értelmű, tehát a vállalati szférán kívül működő jogászok is ide tartoznak.

## Jogászok más országokban

### AzAmerikai Egyesült Államokban
Amerikában a jogi végzettségűek (lawyers vagy attorneys) vagy ügyvédek (advocates), vagy jogtanácsosok (advisors) lesznek. Az ügyvédek polgári vagy büntetőperes eljárásban képviselik az egyik felet és mutatnak be olyan bizonyítékokat, melyek ügyfeleik védelmét szolgálják.

## Jogászképzés Magyarországon

### Jogi egyetemek
- Debreceni Egyetem Állam- és Jogtudományi Kar
- Eötvös Loránd Tudományegyetem Állam- és Jogtudományi Kar
- Károli Gáspár Református Egyetem (Budapest) Állam- és Jogtudományi Kar
- Miskolci Egyetem Állam- és Jogtudományi Kar
- Pázmány Péter Katolikus Egyetem (Budapest) Jog- és Államtudományi Kar
- Pécsi Tudományegyetem Állam- és Jogtudományi Kar
- Széchenyi István Egyetem (Győr) Deák Ferenc Állam- és Jogtudományi Kar
- Szegedi Tudományegyetem Állam- és Jogtudományi Kar

Magyarországon a jogász szakon a képzési idő 10 félév, a képzés osztatlan. A megszerzett diploma mester fokozatúnak minősül, okleveles jogász szakképzettséget ad és feljogosít a doktori cím (dr. jur.) használatára, amely nem jelent tudományos fokozatot. A PhD doktori fokozatszerzés a jogászok esetében is úgy történik, mint más szakon végzettek esetében.
A kimutatások szerint jogász szakon a 2016/2017-es tanévben 1046 fő végzett, míg a 2020/2021-es tanévben 945 volt a végzettek száma. A 2020/2021-es tanévben végzettek havi átlagos jövedelme bruttó 399.444 forint és átlagosan 2,85 hónap alatt helyezkedtek el. A leggyakoribb munkakörök között a jogász végzettséget igénylő munkakörök mellett megtalálható a jogi asszisztens, egyéb ügyintéző és az általános irodai adminisztrátor is.
Szakjogászképzés
Több felsőoktatási intézmény szervez szakjogászképzést.
„A szakjogászképzés az állam- és jogtudományi egyetemi végzettségű szakemberek számára a jogász szakképzettségen belül, annak egy-egy speciális területén további szakképzettség megszerzését teszi lehetővé, olyan sajátos jogászi munkaterületeken -szakirányokban- amelyeken a speciális szaktudás iránti igényt a jogászi foglalkozás, hivatásgyakorlás differenciálódása alapozta meg. A képzés célja, hogy a szakiránynak megfelelő területen biztosítsa a speciális szakjogi, továbbá a határtudományi ismeretek megszerzését annak érdekében, hogy a képzésben résztvevők képessé váljanak szakterületük feladatainak komplex ellátására.”

## Jogászképzés az angolszász országokban

### Jogászképzés az Amerikai Egyesült Államokban
Ahhoz, hogy bármely amerikai bíróságon vagy valamely joghatósági területén jogászként praktizáljon valaki működési engedélyre vagy kamarai tagságra van szüksége, amely megszerzésének szabályait az adott joghatóság legmagasabb szintű bírósága írja elő. Ehhez majdnem mindig írásbeli vizsgát kell tenni. Ezen kívül etikából is kell írásban vizsgázniuk. A szövetségi bíróságok ezen kívül további követelményeket és előfeltételeket is előírnak.
A vizsgára való jelentkezés előfeltételei legalább hároméves egyetemi/főiskolai alapdiploma, plusz egy jogi diploma a kb. 80 kiválasztott egyetem vagy főiskola valamelyik elfogadott jogi karáról (law school). (De létezik levelező és munka közben megszerzett jogi diploma is.) Tehát összesen mintegy 7 éves rendes nappali képzésre van szükség, 4 év egyetemi alapképzés plusz 3 év jogi kari szakképzés formájában.
A főiskolai alapképzésben már célszerűen kell megválasztani a tantárgyakat, írás és fogalmazás, olvasás, elemzés, logikus gondolkodást és szóbeli kommunikációs készségeket segítő, angol nyelv, idegen nyelv, szónoklás, kormányzás, filozófia, történelem, közgazdaságtan, matematika és számítástechnika tárgyak tanulása révén. Műszaki tárgyakat és számvitelt az szokott tanulni, aki szerzői joggal vagy adójoggal kíván a későbbiekben majd foglalkozni.
Végzéskor a juris doctor (J.D.) vagy bachelor of law (LL.B.) fokozatot kapják meg a hallgatók első „tudományos” címként. Végezhetők párosított szakok is (például jog és business administration vagy jog és public administration) is tekintettel az egyéb elhelyezkedési lehetőségekre vagy a specializálódásra (ld. államigazgatás). A diplomával nincs vége a tanulásnak, a későbbiekben is folyamatos jogi oktatásban (CLE) kell részt venni.
Szükséges személyes tulajdonságok: tisztesség (integrity) és becsületesség, kitartás és érvelni tudás, gyors felfogóképesség, kreativitás. A végzettek először fizetéses állást kapnak (alkalmazott), majd több év után partnerek lesznek vagy önállóak.
Ennek ellentmond az a tény, hogy Amerikában a legnépszerűtlenebb foglalkozási csoportot alkotják, és klasszikus viccek születnek a jogászok, de főleg az ügyvédek rovására.[forrás?]

### A "bachelor of law"
A bachelor of law (rövidítve:LL.B.) angolszász jogrendszerű államokban, így főleg az Egyesült Királyságban és az egykori brit gyarmatbirodalom bizonyos utódállamaiban igénybe vehető képzés, amely jogi alapképzésnek tekinthető. (Kanadában és az Amerikai Egyesült Államokban nem létezik, az utóbbiban a Yale Egyetemen utoljára 1971-ben adtak ki ilyen oklevelet.)
Az LL.B diploma neve a latin legum baccalaureus  kifejezésből származik. A legtöbb LLB-t kínáló főiskola és egyetem érettségihez köti a felvételt. Az LLB egy egyetemi képzés, amely 3 év alatt elvégezhető.
A tandíj mértékét a képzést nyújtó intézmény határozza meg.